# The A Word
The A Word est une série télévisée dramatique britannique, basée sur la série israélienne Yellow Peppers (en) créée par Keren Margalit, diffusée entre le 22 mars 2016 et le 9 juin 2020 sur BBC One.
En France, elle est diffusée depuis le 4 janvier 2023 sur Disney+.

## Synopsis
La série suit un jeune garçon, Joe, et la façon dont sa famille fait face à la révélation qu'il est atteint d'un trouble du spectre autistique.

## Distribution

### Principaux
- Max Vento : Joe Hughes
- Lee Ingleby : Paul Hughes, père de Joe
- Morven Christie (VF : Maïa Michaud) : Alison Hughes, mère de Joe
- Molly Wright (en) (VF : Manon Adolphe puis Karl-Line Heller) : Rebecca Hughes, demi-sœur de Joe
- Greg McHugh (en) (VF : Anatole de Bodinat) : Eddie Scott, frère d'Alison
- Vinette Robinson (VF : Corinne Wellong) : Nicola Daniels, femme d'Eddie
- Christopher Eccleston : Maurice Scott, grand-père de Joe
- Pooky Quesnel (en) (VF : Emmanuelle Rivière) : Louise Wilson
- Leon Harrop (en) : Ralph Wilson, fils de Louise
- Matt Greenwood (en) (VF : Jonathan Gimbord) : Tom Clarke, meilleur ami de Rebecca

### Secondaires
- Daniel Cerqueira (VF : Arnaud Arbessier) : Dr Graves, médecin de la famille
- Ralf Little (en) : Stuart, père biologique de Rebecca
- Tom Gregory (VF : Simon Koukissa-Barney) : Luke Taylor, le petit-ami de Rebecca (épisodes 2 à 6)
- Jude Akuwudike (en) (VF : Jean-Paul Pitolin) : Vincent Daniels, père de Nicola
- Clare Holman (en) : Grace Daniels, mère de Nicola
- Lucy Gaskell : Sophie Berwick
- Travis Smith (VF : Jérémie Graine) : Mark Berwick, fils autiste de Sophie
- Julie Hesmondhalgh (en) (VF : Marie Bouvier) : Heather, professeur de Joe
- Sarah Gordy (VF : Léa Gabriele) : Katie Thorne, l'épouse de Ralph
- Nigel Betts (en) : Steve Thorne, père de Katie
- Sherry Baines : Clare Thorne, mère de Katie

 Source et légende : version française (VF) sur RS Doublage

## Épisodes
La série se divisent en 3 saisons de 6 épisodes d'environ 1h.

### Première saison (2016)
1. Diagnostic
2. L'école à la maison
3. Thérapie
4. Soirée pyjama
5. Au revoir
6. Perdue

### Deuxième saison (2017)
1. Faire face
2. Partir
3. On est encore là?
4. La chute
5. Album de famille
6. Mêmes eaux profondes

### Troisième saison (2020)
1. Episode 3.1
2. Episode 3.2
3. Episode 3.3
4. Episode 3.4
5. Episode 3.5
6. Episode 3.6

## Accueil critique
La série reçoit une accueil positif en France par Télérama et Le Parisien.

## Distinctions

### Nominations
- 2016 : meilleure fiction étrangère au Festival de la fiction TV de La Rochelle 2016
- 2016 : meilleure actrice de télévision pour Morven Christie aux BAFTA Awards
- 2018 : meilleure série dramatique et meilleure espoir pour Max Vento aux TV Times Awards